# Julián Barajas
Julián Francisco Barajas Robles (Tecomán, Colima, México, 25 de julio de 1997) es un futbolista mexicano, juega como mediocampista y su actual equipo es el Saltillo FC de la Serie A de México.

## Estadísticas
| Atl. Tecomán · México                                   | 4ª            | 2014          | 33  | 8  | - | - | - | - | 33  | 8  |
| Atl. Tecomán · México                                   | Total club    | Total club    | 33  | 8  | - | - | - | - | 33  | 8  |
| C. Tijuana · México                                     | 1ª            | 2016-17       | 0   | 0  | 1 | 0 | - | - | 1   | 0  |
| C. Tijuana · México                                     | Total club    | Total club    | 0   | 0  | 1 | 0 | 0 | 0 | 1   | 0  |
| C. Tijuana Premier · México                             | 3ª            | 2016-17       | 18  | 10 | - | - | - | - | 18  | 10 |
| C. Tijuana Premier · México                             | Total club    | Total club    | 18  | 10 | - | - | - | - | 18  | 10 |
| Pacific F. C. · México                                  | 3ª            | 2018          | 9   | 6  | - | - | - | - | 9   | 6  |
| Pacific F. C. · México                                  | Total club    | Total club    | 9   | 6  | - | - | - | - | 9   | 6  |
| Murciélagos F. C. · México                              | 3ª            | 2018          | 5   | 1  | - | - | - | - | 5   | 1  |
| Murciélagos F. C. · México                              | 3ª            | 2019          | 29  | 9  | - | - | - | - | 29  | 9  |
| Murciélagos F. C. · México                              | 3ª            | 2020          | 13  | 4  | - | - | - | - | 13  | 4  |
| Murciélagos F. C. · México                              | Total club    | Total club    | 47  | 14 | - | - | - | - | 47  | 14 |
| Gavilanes · México                                      | 3ª            | 2020          | 8   | 3  | - | - | - | - | 8   | 3  |
| Gavilanes · México                                      | Total club    | Total club    | 8   | 3  | 0 | 0 | 0 | 0 | 8   | 3  |
| Cafetaleros · México                                    | 3ª            | 2020-21       | 20  | 6  | - | - | - | - | 20  | 6  |
| Cafetaleros · México                                    | Total club    | Total club    | 20  | 6  | 0 | 0 | 0 | 0 | 20  | 6  |
| Tritones · México                                       | 3ª            | 2021-22       | 29  | 13 | - | - | - | - | 29  | 13 |
| Tritones · México                                       | 3ª            | 2022-23       | 21  | 7  | - | - | - | - | 21  | 7  |
| Tritones · México                                       | Total club    | Total club    | 50  | 20 | 0 | 0 | 0 | 0 | 50  | 20 |
| Saltillo F. C. · México                                 | 3ª            | 2023-24       | 1   | 0  | - | - | - | - | 1   | 0  |
| Saltillo F. C. · México                                 | Total club    | Total club    | 1   | 0  | 0 | 0 | 0 | 0 | 1   | 0  |
| Total carrera                                           | Total carrera | Total carrera | 186 | 67 | 1 | 0 | 0 | 0 | 187 | 67 |
| (1)Incluye datos de la Copa México. (2)Incluye datos de |               |               |     |    |   |   |   |   |     |    |